# Obhodni čas
Obhodni čas je v fiziki čas, ki ga na primer porabi točkasto telo pri kroženju, da prepotuje krožnico s polmerom r. Čas je enak:
{\displaystyle t_{0}={2\pi  \over \omega }\!\,,}
če je ω njegova kotna hitrost. Enota je po navadi sekunda. Pri enakomernem kroženju je velikost krožilne hitrosti v tangentni smeri na krog v = ω r konstantna.
V astronomiji in nebesni mehaniki se pravi obhodni čas imenuje siderična perioda, saj je obhodni čas, glede na zvezde, odvisen od opazovalca na nekem nebesnem telesu – po navadi je to Zemlja, in je v splošnem tukaj enota za siderično periodo dan.